# Fabricio Agosto
Fabricio Agosto Ramírez (Vecindario, Gran Canaria, 31 de diciembre de 1987), más conocido como Fabri, es un futbolista español que también posee la ciudadanía uruguaya. Juega de guardameta.

## Trayectoria
Nacido en Gran Canaria de padres uruguayos, se formó en la U. D. Vecindario fichando por el Real Club Deportivo de La Coruña en la temporada 2005-06. Tras una campaña en el conjunto juvenil blanquiazul y dos más en el Fabril, una en Tercera y otra en Segunda División B, Miguel Ángel Lotina le dio la alternativa con el primer equipo coruñés el 13 de enero de 2008, con 20 años recién cumplidos. Disputó seis encuentros de Liga, aunque en la temporada 08-09 no tuvo continuidad por la llegada a Riazor de Daniel Aranzubía, hecho que le movió a aceptar la oferta del Real Valladolid C. F., con un contrato por dos temporadas, hasta el 30 de junio de 2011, con opción a prolongarse.
En la temporada 2010-11 se marchó cedido al Recreativo de Huelva, donde fue indicustible y uno de los guardametas menos goleados de Segunda. En la temporada 2011-12 fichó por el Real Betis Balompié, regresando así a Primera División.
De cara a la temporada 2013-14 regresó al Deportivo de la Coruña, tras cuatro temporadas. Logró el ascenso a Primera División, aunque permaneció gran parte de la temporada como suplente de Germán Lux. En la temporada 2014-15 se hizo con la titularidad en el Deportivo logrando la permanencia en la última jornada tras empatar en el Camp Nou (2-2).
Tras una temporada inactivo por una grave lesión en la rodilla derecha, el 5 de julio de 2016, realizó una rueda de prensa en la cual se despidió del club gallego, donde explicó los motivos de su fichaje por el Besiktas J. K., siendo uno de los principales, el poder disputar la Liga de Campeones. En el club turco se consolidó como el guardameta titular durante las dos campañas que permaneció, ganando la Superliga 2016-17 y participando en dos ediciones de la Liga de Campeones y en una de la Liga Europa. Fue reconocido como mejor portero de la liga turca durante sus dos campañas en el país otomano.
El 24 de julio de 2018 se incorporó al Fulham F. C., recién ascendido a la Premier League, que pagó seis millones de euros. El 11 de agosto debutó en Craven Cottage en una derrota por 0 a 2 ante el Crystal Palace F. C.
El 2 de septiembre de 2019 fue cedido una temporada al R. C. D. Mallorca. Aunque esta se alargó como consecuencia de la pandemia de enfermedad por coronavirus, el préstamo finalizó en la fecha prevista y no estuvo presente en el último mes de competición. Se mantuvo en el equipo londinense hasta junio de 2022, momento en el que expiró su contrato.
El 30 de enero de 2023 firmó por el C. D. Numancia para lo que quedaba de temporada. En Soria no tuvo oportunidad de jugar y en el mes de julio inició un periodo de prueba en la U. D. Ibiza. Lo superó y le hicieron un contrato de un año.

## Clubes
Actualizado al último partido jugado el 10 de septiembre de 2023.
| Club                                | País       | Año       | Partidos |
| ----------------------------------- | ---------- | --------- | -------- |
| R. C. Deportivo de La Coruña "B"    | España     | 2006-2008 | 54       |
| R. C. Deportivo de La Coruña        | España     | 2008-2009 | 12       |
| Real Valladolid C. F.               | España     | 2009-2011 | 3        |
| R. C. Recreativo de Huelva (cedido) | España     | 2010-2011 | 41       |
| Real Betis Balompié                 | España     | 2011-2013 | 19       |
| R. C. Deportivo de La Coruña        | España     | 2013-2016 | 39       |
| Beşiktaş J. K.                      | Turquía    | 2016-2018 | 86       |
| Fulham F. C.                        | Inglaterra | 2018-2022 | 2        |
| R. C. D. Mallorca (cedido)          | España     | 2019-2020 | 4        |
| C. D. Numancia                      | España     | 2023      | 0        |
| U. D. Ibiza                         | España     | 2023-2024 | 1        |

## Palmarés

### Títulos nacionales
| Título               | Club           | País    | Año     |
| -------------------- | -------------- | ------- | ------- |
| Superliga de Turquía | Beşiktaş J. K. | Turquía | 2016-17 |